# TUI fly Belgium
TUI fly Belgium (anteriormente llamada Jetairfly) es una aerolínea con sede principal en Ostende (Bélgica) y cuyo centro de operaciones de vuelo se encuentra en Zaventem, en el mismo país. Opera vuelos regulares y chárter. Antiguamente conocida como TUI Airlines Belgium, adoptó su nuevo nombre en noviembre de 2005.
TUI fly Belgium forma parte de una de las flotas turísticas más grandes de Europa: junto con otras cinco aerolíneas forma la alianza virtual TUI Airlines, que forma parte del TUI AG, el grupo turístico más grande del mundo. TUI Airlines agrupa a TUI fly Belgium, TUI Airlines Nederland (Países Bajos), Corsair (Francia), TUIfly (Alemania), Thomson Airways (Reino Unido) y TUIfly Nordic (Suecia), con una flota de más de veinte aeronaves.
Desde marzo de 2004, TUI fly Belgium ha operado desde más de 100 aeropuertos del Mediterráneo, mar Rojo, islas Canarias, Caribe, África y Asia Sudoriental. El aeropuerto principal de la aerolínea es el aeropuerto de Bruselas, pero también se operan vuelos desde el aeropuerto de Lieja, el aeropuerto Internacional de Ostende-Brujas y el aeropuerto de Bruselas Sur-Charleroi.
Gracias a un programa de expansión y modernización, TUI fly es la compañía aérea belga de mayor crecimiento y con la flota más joven y moderna. En 2014, TUI fly transportó a 4 millones de pasajeros y es la segunda mayor compañía aérea belga.

## Historia
TUI Airlines Belgium se creó en marzo de 2004 a través de la adquisición de la mayoría de rutas de Sobelair, que había quebrado. Sobelair era la principal aerolínea utilizada por el operador Jetair, parte del grupo turístico TUI AG, para transportar a los turistas procedentes de Bélgica a sus destinos de viaje.
El 23 de noviembre de 2005, Jetairfly adquirió su nombre actual como parte de la nueva estrategia de marketing del grupo TUI.
En octubre de 2009, los Boeing 767-300ER de la aerolínea adoptaron un nuevo aspecto: el nombre Jetairfly fue retirado y sustituido por 'operado por TUI Airlines Belgium'. Se adaptó esta nueva apariencia porque ambos Boeing 767-300ER operan también vuelos de largo recorrido en cooperación con otras aerolíneas.

## Flota

### Flota Actual
La flota de TUI fly Belgium incluye las siguientes aeronaves con una edad media de 11,1 años (agosto de 2023):